# Garnotia normanii
Garnotia normanii är en gräsart som beskrevs av V.Prakash och Sudhanshu Kumar Jain. Garnotia normanii ingår i släktet Garnotia och familjen gräs.
Artens utbredningsområde är Burma. Inga underarter finns listade i Catalogue of Life.